# Mercedes Padrosa i Allué
Mercedes Padrosa i Allué (Girona, Gironès, 3 de gener de 1892 - Miraflores, Perú, 26 de juliol de 1972) va ser una destacada pianista catalana, que també va exercir com a professora de piano.

## Biografia
Era la segona filla, d'entre set germans, d'Enric Padrosa Basil (1857-1916), de Crespià, i Flora Allué Duazo (1866-1948), de Panticosa (Osca). Gràcies a la bona posició econòmica de la família, i la predisposició del pare, aquest va deixar totes les seves activitats professionals per dedicar-se a la prometedora carrera musical de la filla, que va seguir i guiar de prop en els seus estudis, amb una actitud d'exigència. Sense antecedents artístics coneguts, María Mercedes Padrosa es va convertir en una nena prodigi. De ben petita ja demostrava ja un talent i predisposició innats per la música, i especialment pel piano. Encara era una nena, que es traslladà amb el seu pare a estudiar a Saragossa, segurament per influència d'Isidre Mollera i Sola-Calvet, professor de piano que portava els alumnes més avantatjats a examinar-se a l'Escola Nacional de Música de la capital aragonesa per tal de donar oficialitat als ensenyaments que impartia. Posteriorment va seguir estudis superiors a l'Escola Municipal de Música de Barcelona, amb Joaquim Canals, i tres anys consecutius amb Enric Granados, rebent també valuosos consells d'Emil von Sauer, amic de Granados. El 1909, amb disset anys i amb el nom encara de Merceditas Padrosa, donava concerts a les principals ciutats del Sud de França, on els diaris d'aquest país es fan ressò qualificant-la com a "virtuosa del piano". Un any després, el 1910, al Teatre Principal de Barcelona, amb grans elogis per part de la crítica. El 1911, acompanyada del seu pare, es trasllada a París i és alumna de Louis Diémer. Aquell mateix any va guanya la primera Medalla i Diploma d'Honor al Concurs Internacional de Pianistes Virtuosos, celebrat a la Sala Gaveau, competint amb 140 concursants de l'elit pianística mundial, i amb un jurat format per personalitats de la talla de Gabriel Fauré, Raúl Pugno, Louis Diémer, Arthur De Greef, Emil von Sauer, Isidor Philipp i Ricard Viñes.
Continuà la seva preparació de perfeccionament amb Diémer i després amb Ricard Viñes i es volcà en la seva carrera de concertista amb una gira de concerts per les principals capitals europees. A Madrid, el compositor Emilio Serrano, organitzador dels concerts del Círculo de Bellas Artes, la va presentar al públic l'abril del 1912. Més endavant, es traslladà a Amèrica, i el 1914 establí la seva residència al Perú, a la ciutat de Lima. La primera presentació va ser amb la Filarmónica, el 5 de desembre d'aquell any, amb exit clamorós. Ben aviat es va acabar consagrant com a pianista. La van qualificar de successora de la veneçolana Teresa Carreño. Després de la mort del seu pare, a principis de 1916, Padrosa va tornar a Barcelona, on es va casar el 20 de juliol de 1916 a l'església de Santa Anna amb el violinista i promotor peruà Héctor Cabral Araníbar (Callao, 1889 - Lima, 1956). El matrimoni s'establí al districte de Miraflores, i va tenir dos fills. A Miraflores va mantenir un contacte estret amb altres artistes i sovint era convidada a les tertúlies que es feien a casa de Rosalía Lavalle de Morales Macedo. Després de casats, tots dos van iniciar una gira per Espanya, el Marroc i altres països, amb una carrera concertística ascendent. A partir d'aquell moment Cabral exercí també com a promotor. A ell se li deu la fundació de nombroses associacions i cicles de música. Padrosa no va perdre el contacte amb altres ciutats hispanoamericanes com Buenos Aires, a través del Club Español d'aquesta ciutat, el punt de trobada més important de la cultura hispanoamericana en aquell moment. Entre els anys 1929 i 1932, Padrosa va ser professora de piano de l'Academia Nacional de Música Alzedo, del Perú, antecessora del Conservatorio Nacional de Música, avui Universitat Nacional de Música. El 1930 tots dos van tornar a Europa en comissió oficial, pensionats pel Govern del Perú, per estudiar l'organització dels conservatoris i escoles de música d'Europa. Es van establir dos anys a Barcelona, on Mercedes tenia la família. Des d'aquí alternaren el treball de recerca amb l'activitat concertística, amb concerts al Palau de la Música i amb la Societat Filharmònica de Barcelona, per exemple. Finalitzada l'estada a Catalunya, emprengueren una nova gira per capitals de diferents països, com Itàlia o França entre d'altres. L'any 1930 es converteixen en directors i professors del seu propi institut, el Conservatorio Padrosa, vertader viver de pianistes i violinistes.
Mercedes Padrosa va rebre diversos premis i reconeixements en el transcurs de la seva carrera musical. Moltes personalitats la van rebre en audiència, com per exemple la reina Victoria Eugenia l'any 1917. La municipalitat de Lima li va atorgar la Medalla d'Or de la ciutat l'any 1942, i el Conservatori li va concedir post mortem la seva màxima distinció.